# Sidi Hajjaj Oued Hassar
Sidi Hajjaj Oued Hassar (arabiska: سيدي حجاج واد حصار) är en landskommun i Marocko. Den ligger i provinsen Médiouna och regionen Casablanca-Settat, 80 km sydväst om huvudstaden Rabat. Antalet invånare var 20 349 vid folkräkningen 2014.